# Chassalia microphylla
Chassalia microphylla är en måreväxtart som beskrevs av William Grant Craib. Chassalia microphylla ingår i släktet Chassalia och familjen måreväxter.
Artens utbredningsområde är Thailand. Inga underarter finns listade i Catalogue of Life.